# Piet de Vries (voetballer)
Piet de Vries (Rotterdam, 6 maart 1939) is een Nederlands voormalig voetballer die als aanvaller speelde.
De Vries speelde tien seizoenen voor Sparta waarmee hij eenmaal landskampioen werd en tweemaal de KNVB Beker won. Aansluitend kwam hij uit voor Holland Sport, Velox, Fortuna Vlaardingen en amateurclub DHC Delft. Op 13 mei 1959 speelde De Vries zijn enige wedstrijd voor het Nederlands voetbalelftal in de vriendschappelijke wedstrijd in en tegen Bulgarije (3–2 nederlaag).

## Carrièrestatistieken
| Seizoen         | Club                | Land            | Competitie      | Competitie | Competitie | Beker | Beker | Internationaal | Internationaal | Overig | Overig | Totaal | Totaal |
| Seizoen         | Club                | Land            | Competitie      | Wed.       | Dlp.       | Wed.  | Dlp.  | Wed.           | Dlp.           | Wed.   | Dlp.   | Wed.   | Dlp.   |
| --------------- | ------------------- | --------------- | --------------- | ---------- | ---------- | ----- | ----- | -------------- | -------------- | ------ | ------ | ------ | ------ |
| 1956/57         | Sparta              | Nederland       | Eredivisie      | 20         | 5          | –     | 0     | 0              | 0              | 0      | 0      | –      | –      |
| 1957/58         | Sparta              | Nederland       | Eredivisie      | 23         | 5          | –     | 3     | 0              | 0              | 0      | 0      | –      | –      |
| 1958/59         | Sparta              | Nederland       | Eredivisie      | 30         | 10         | –     | 3     | 0              | 0              | 0      | 0      | –      | –      |
| 1959/60         | Sparta              | Nederland       | Eredivisie      | 22         | 3          | –     | –     | 5              | 2              | 0      | 0      | –      | –      |
| 1960/61         | Sparta              | Nederland       | Eredivisie      | 34         | 9          | –     | 2     | 0              | 0              | 0      | 0      | –      | –      |
| 1961/62         | Sparta              | Nederland       | Eredivisie      | 30         | 2          | –     | 3     | 0              | 0              | 0      | 0      | –      | –      |
| 1962/63         | Sparta              | Nederland       | Eredivisie      | 21         | 9          | –     | 0     | 1              | 0              | 0      | 0      | –      | –      |
| 1963/64         | Sparta              | Nederland       | Eredivisie      | 28         | 11         | –     | 0     | 0              | 0              | 0      | 0      | –      | –      |
| 1964/65         | Sparta              | Nederland       | Eredivisie      | 6          | 0          | –     | 0     | 0              | 0              | 0      | 0      | –      | –      |
| 1965/66         | Holland Sport       | Nederland       | Eerste divisie  | –          | –          | –     | 1     | 0              | 0              | 0      | 0      | –      | –      |
| 1966/67         | Holland Sport       | Nederland       | Eerste divisie  | –          | –          | –     | 0     | 0              | 0              | 0      | 0      | –      | –      |
| 1967/68         | Velox               | Nederland       | Eerste divisie  | –          | –          | –     | 0     | 0              | 0              | 0      | 0      | –      | –      |
| 1968/69         | Velox               | Nederland       | Tweede divisie  | –          | 6          | –     | 0     | 0              | 0              | 0      | 0      | –      | 6      |
| 1969/70         | Fortuna Vlaardingen | Nederland       | Eerste divisie  | –          | –          | –     | 0     | 0              | 0              | 0      | 0      | –      | –      |
| 1970/71         | Fortuna Vlaardingen | Nederland       | Tweede divisie  | –          | 8          | –     | 0     | 0              | 0              | 0      | 0      | –      | 8      |
| 1971/72         | Fortuna Vlaardingen | Nederland       | Eerste divisie  | –          | –          | –     | –     | 0              | 0              | 0      | 0      | –      | –      |
| Carrière totaal | Carrière totaal     | Carrière totaal | Carrière totaal | –          | –          | –     | 12    | 6              | 2              | 0      | 0      | –      | –      |

## Erelijst
Sparta
| Nationaal     |    |                  |
| Landskampioen | 1x | 1958/59          |
| KNVB Beker    | 2x | 1957/58, 1961/62 |